# Đồng nhất thức

Bằng chứng trực quan về đồng nhất tPythagore. Với mọi góc, Điểm (,) nằm trên đường tròn đơn vị, thỏa mãn phương trình. Do đó,.

Trong toán học, một đồng nhất thức, còn được gọi là hằng đẳng thức, là một quan hệ đẳng thức A = B, sao cho A và B chứa một số biến và A và B tạo ra cùng một giá trị với nhau bất kể giá trị nào (thường là số) được thay thế cho các biến. Nói cách khác, A = B là một đồng nhất thức nếu A và B có cùng định nghĩa hàm số giống nhau. Điều này có nghĩa là một đồng nhất thức là một đẳng thức giữa các hàm được xác định khác nhau. Ví dụ, (a+b)2= a2 + 2ab + b2 và cos2(x) + sin2(x) = 1 là các đồng nhất thức. Đồng nhất thức đôi khi được biểu thị bằng ký hiệu thanh ba ≡ thay vì dấu bằng =.

## Đồng nhất thức thông thường

### Đồng nhất thức lượng giác
Về mặt hình học, đây là những đồng nhất thức liên quan đến các hàm nhất định của một hoặc nhiều góc. Chúng khác biệt với đồng nhất thức tam giác, là các đồng nhất thức liên quan đến cả góc và độ dài cạnh của một hình tam giác. Chỉ có đồng nhất thức góc được đề cập trong bài viết này.
Các đồng nhất thức này hữu ích bất cứ khi nào các biểu thức liên quan đến các hàm lượng giác cần được đơn giản hóa. Một ứng dụng quan trọng là tích phân các hàm không lượng giác: một kỹ thuật phổ biến trước tiên là sử dụng quy tắc thay thế bằng hàm lượng giác, sau đó đơn giản hóa tích phân kết quả với nhận dạng lượng giác.
Một ví dụ là {\displaystyle \sin ^{2}\theta +\cos ^{2}\theta =1,}mà là đúng với mọi số phức {\displaystyle \theta } (vì các số phức {\displaystyle \mathbb {C} } là kết quả hàm của sin and cos), ngược lại với
{\displaystyle \cos \theta =1,}
mà chỉ đúng với một số giá trị {\displaystyle \theta }, chứ không phải tất cả. Ví dụ kết quả chỉ đúng khi {\displaystyle \theta =0,} sai khi {\displaystyle \theta =2}.

### Đồng nhất thức lũy thừa
Các đồng nhất thức sau đúng cho tất cả các số mũ nguyên:
{\displaystyle {\begin{aligned}b^{m+n}&=b^{m}\cdot b^{n}\\(b^{m})^{n}&=b^{m\cdot n}\\(b\cdot c)^{n}&=b^{n}\cdot c^{n}\end{aligned}}}
Phép lũy thừa không giao hoán. Điều này tương phản với cộng và nhân, đó là. Ví dụ: 2 + 3 = 3 + 2 = 5 và 2 · 3 = 3 · 2 = 6, nhưng 23 = 8, trong khi 32 = 9.
Lũy thừa cũng không kết hợp. Phép cộng và phép nhân thì có tính chất này. Ví dụ: (2 + 3) + 4 = 2 + (3 + 4) = 9 và (2 · 3) · 4 = 2 · (3 · 4) = 24, nhưng 23 mũ 4 là 8 4 hoặc 4.096, trong khi 2 mũ 34 là 281 hoặc 2,417,851,639,229,258,349,412,352. Không có dấu ngoặc đơn để sửa đổi thứ tự tính toán, theo quy ước, thứ tự tính toán là từ trên xuống, không phải từ dưới lên:
{\displaystyle b^{p^{q}}=b^{(p^{q})}\neq (b^{p})^{q}=b^{(p\cdot q)}=b^{p\cdot q}.}